# Cimanes de la Vega
Cimanes de la Vega es un municipio y villa española de la provincia de León, en la comunidad autónoma de Castilla y León. El municipio está formado por Cimanes de la Vega, Bariones de la Vega y Lordemanos. Cuenta con una población de 435 habitantes (INE 2024).

## Geografía
Integrado en la comarca de Vega de Toral, se sitúa a 61 kilómetros de León. El término municipal está atravesado por un pequeño tramo de la Autovía Ruta de la Plata (A-66) y por la carretera nacional N-630, entre los pK 199 y 204, además de por la carretera local LE-524 (Villaquejida-Valderas) y por carreteras locales que permiten la comunicación con Matilla de Arzón. El relieve del municipio está definido por la vega del río Esla, el cual hace de límite oriental con Villaquejida. La altitud oscila entre los 793 metros al noroeste y los 715 metros a orillas del río Esla. El pueblo se alza a 719 metros sobre el nivel del mar. Los municipios limítrofes de Cimanes de la Vega son:
| Noroeste: Villaquejida                        | Norte: Villaquejida                       | Noreste: Villaquejida |
| Oeste: Matilla de Arzón (Zamora)              |                                           | Este: Villaquejida    |
| Suroeste San Cristóbal de Entreviñas (Zamora) | Sur: San Cristóbal de Entreviñas (Zamora) | Sureste: Villaquejida |

## Demografía

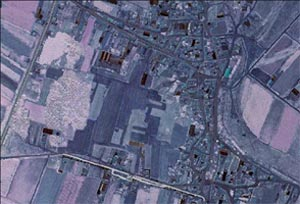
Vista de satélite

Cuenta con una población de 435 habitantes (INE 2024).
| Gráfica de evolución demográfica de Cimanes de la Vega entre 1842 y 2021 |
| |
| Población de derecho según los censos de población del INE Población de hecho según los censos de población del INE Entre el censo de 1857 y el anterior disminuye el término del municipio porque independiza a Villaquejida |

## Economía
La actividad económica principal de sus habitantes es agrícola y ganadera. El municipio cuenta con tierras de secano y de regadío gracias al canal del Esla. Los principales productos cultivados son la remolacha, el maíz y los forrajes ganaderos. Las ganaderías principales son de vacas, ovejas y cerdos. En la localidad se ubican empresas de servicios agrarios, de construcción, bares y una fábrica de piensos.

## Patrimonio
El principal monumento de esta villa es la ermita de la Virgen de la Vega del siglo XI. En ella se celebra la fiesta de la Virgen de la Vega. Tiene lugar el segundo domingo de mayo y está precedida por una novena en la que participan, un día cada uno, nueve pueblos de la comarca.